# Madame Récamier
Madame Récamier ist ein zu Beginn des napoleonischen Zeitalters (um 1800) spielender deutscher Ausstattungs- und Historienfilm aus dem Jahre 1920 von Joseph Delmont mit Fern Andra und Bernd Aldor in den Hauptrollen.

## Handlung
Der Film beleuchtet die Vita und die gesellschaftlichen Aktivitäten der Julie Récamier, einer bedeutenden Salon-Betreiberin, in der Frühzeit Napoleon Bonapartes. In ihren Kreisen verkehrten erlauchte Persönlichkeiten der Gesellschaft, darunter auch erklärte Gegner des stürmischen Korsen. Dies führte dazu, dass Madame Récamier mehrfach Probleme mit der Staatsmacht bekam und schließlich sogar aus Paris verbannt wurde. Im Mittelpunkt stehen vor allem die frühen Jahre Napoleons, von seiner Zeit als Leutnant bis zur Kaiserkrönung. Einen besonderen Aspekt nimmt Madame Récamiers Liebe zum französischen Schauspieler François-Joseph Talma ein.

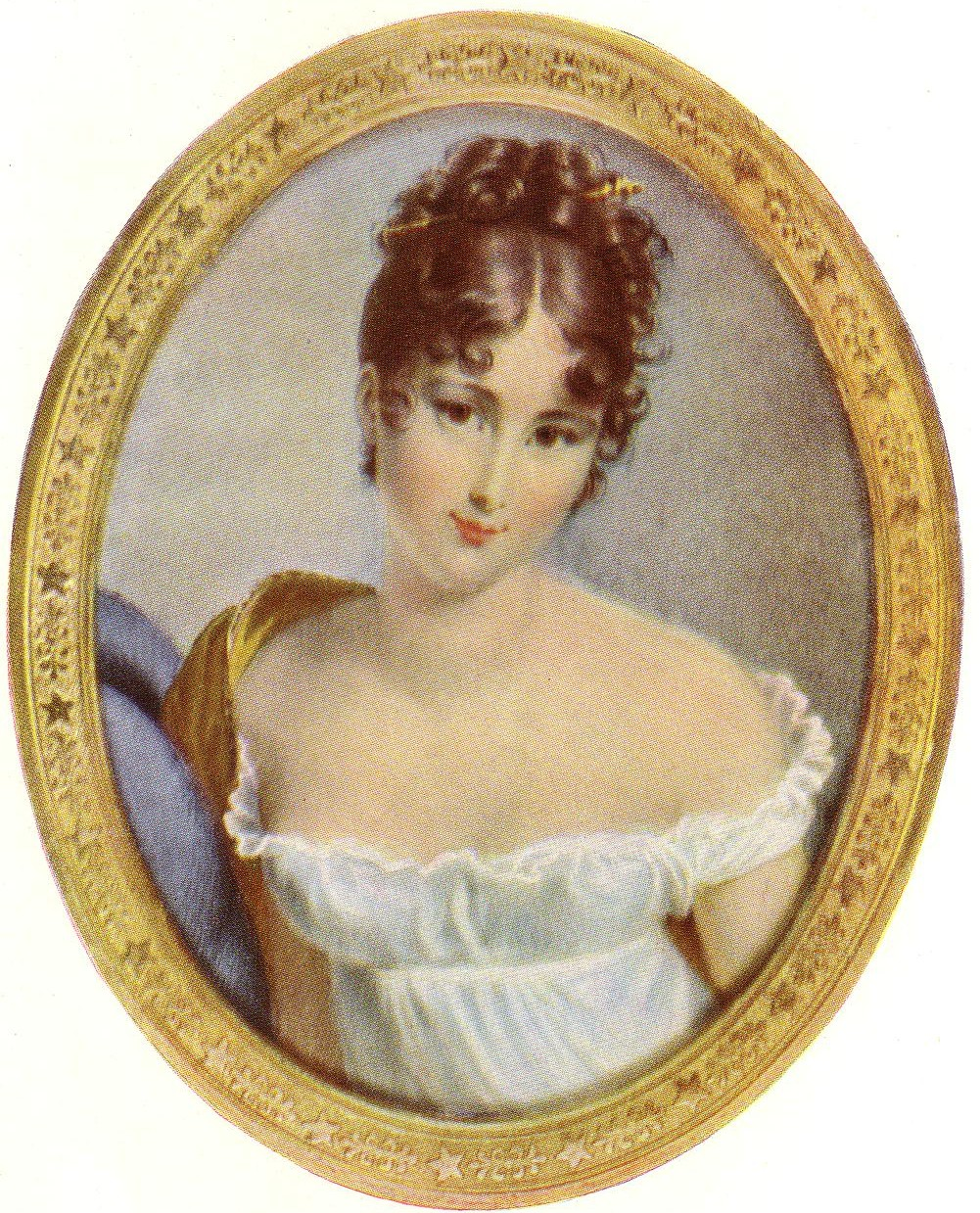
Madame Récamier in einem zeitgenössischen Gemälde

## Produktionsnotizen
Madame Récamier, gelegentlich auch mit dem Zusatz Des großen Talma letzte Liebe geführt, passierte am 31. Juli 1920 die Filmzensur und erhielt Jugendverbot. Die Uraufführung fand im Rahmen einer Interessentenvorführung am 25. Oktober 1920 in Berlins Marmorhaus statt. Massenstart war im Dezember desselben Jahres. Die Länge des Streifens betrug 2218 bzw. (nach minimalen Kürzungen) 2205 Meter, verteilt auf sechs Akte.
Die Filmbauten gestaltete Willi A. Herrmann.

## Zur historischen Person
Julie Récamier, geborene Bernard, heiratete mit fünfzehn Jahren den Bankier Jacques-Rose Récamier und unterhielt lange Zeit einen Salon in Paris, der ein wichtiger Treffpunkt der Gesellschaft war. Dort trafen sich aber auch Kritiker und Gegner Kaiser Napoleons. Sie pflegte einen ausgedehnten Briefwechsel mit bedeutenden Persönlichkeiten ihrer Zeit. Napoleon verbannte sie 1811 aus Paris. Nach dessen Sturz kehrte sie 1814 nach Paris zurück und eröffnete wieder ihren Salon.

## Kritik
„Fern Andra und Bernd Aldor, zwei Sterne der Filmkunst, durchleuchten die Handlung mit ihrem strahlenden Können und machen es den anderen nicht leicht, sich daneben zur Geltung zu bringen. Dennoch sind die Leistungen Ferdinand von Altens als Napoleon I. und Frl. Munds als Joséphine Beauharnais vollwertig anzuerkennen […] Das Stück hat hervorragende Qualitäten, die sich nicht beschreiben lassen, man muß sie einfach auf sich wirken lassen. Fern Andra hat viele schöne Momente, an manchen Stellen hätte sie der Recamier mehr Würde verleihen können. Dagegen war Aldor ein stillvoller, beinahe echter Talma. Die Aufmachung war dem französischen Pomp angepaßt und im Ganzen wirksam.“